# Jorge Mayer
Jorge Mayer (* 20. November 1915 in San Miguel Arcángel, Argentinien; † 25. Dezember 2010 in Bahía Blanca, Argentinien) war Erzbischof von Bahía Blanca.

## Leben
Jorge Mayer stammte, wie auch die Bischöfe Enrique Rau und Alejandro Schell, aus einer Kolonie deutscher Einwanderer (Colonia San Miguel Arcángel) in der Provinz Buenos Aires. Er studierte am Päpstlichen lateinamerikanischen Kolleg „Pius“ Philosophie und Theologie sowie an der Gregoriana kanonisches Recht. Am 23. März 1940 empfing er in Rom die Priesterweihe. Er war Pfarrer der Pfarrei Coronel Pringles und später in der Kathedrale von Bahia Blanca. Mayer hatte wichtige Ämter in der Diözesanverwaltung inne.
Papst Pius XII. ernannte ihn am 13. März 1957 zum ersten Bischof von Santa Rosa. Der Erzbischof von Bahía Blanca, Germiniano Esorto, spendete ihm am 9. Juni desselben Jahres die Bischofsweihe; Mitkonsekratoren waren Manuel Marengo, Bischof von Azul, und Enrique Rau, Bischof von Mar del Plata. Am 29. Juni desselben Jahres wurde er feierlich ins Amt eingeführt.
Am Zweiten Vatikanischen Konzil nahm Mayer von 1962 bis 1965 als Konzilsvater teil.
Papst Paul VI. ernannte ihn am 31. Mai 1972 zum Erzbischof von Bahía Blanca und am 21. Juli desselben Jahres wurde er feierlich in das Amt eingeführt. 1987 war Papst Johannes Paul II. Gast in Bahía Blanca.
Am 31. Mai 1991 nahm Papst Johannes Paul II. seinen altersbedingten Rücktritt an. 
Jorge Mayer verstarb am 25. Dezember 2010 und wurde in der Kathedrale Nuestra Señora de La Merced in Bahía Blanca bestattet.